# Stipagrostis hochstetteriana
Stipagrostis hochstetteriana là một loài thực vật có hoa trong họ Hòa thảo. Loài này được (Beck ex Hack.) De Winter miêu tả khoa học đầu tiên năm 1963.